# Stéphane Osmont
Stéphane Osmont   (11è districte de París, 9 de setembre de 1959 - 15è districte de París, 7 de març de 2025) va ser un escriptor francès.
Osmont va ser un alt funcionari del Ministeri d'Economia i Finances de França. Després va treballar en el sector financer i va assessorar grans empreses del sector de la comunicació.

## Obra publicada
- Le Capital, París, éditions Grasset et Fasquelle, 2004, 588 pàgs. ISBN 2-246-65781-4.[2]
- Le Manifeste, París, éditions Grasset et Fasquelle, 2006, 338 pàgs. ISBN 2-246-68331-9.
- L'Idéologie, París, éditions Grasset et Fasquelle, 2008, 328 pàgs. ISBN 978-2-246-73561-8.[3]
- Éléments incontrôlés, París, éditions Grasset et Fasquelle, 2013, 480 pàgs. ISBN 978-2-246-80067-5.[4]

### Adaptacions cinematogràfiques
- El capital (2012), de Costa-Gavras[5][6]

## Televisió
Stéphane Osmont va ser l'autor de documentals per a televisió:
- Faut-il avoir peur de Google ?, Arte, 2007
- Le Business des musées, Arte, 2008
- A la poursuite du bonheur, Canal+, 2008
- Krach(s), Histoire des crises financières, France 2, 2009
- Nos printemps 70, France 3, 2013

Va ser l'autor i coproductor de Dr CAC, espectacle d'economia humorístic transmès diàriament a France 5. Dr CAC va obtenir el setembre del 2012 el premi CB News al millor programa de televisió de la categoria "info i doc".
Va ser coguionista amb Dan Franck de la sèrie de televisió La Vie devant elles a France 3 (2015). La sèrie va rebre el premi a la millor sèrie francesa en la 6a edició del Festival Sèries Mania de 2015. La temporada 2 de La Vie devant elles es va emetre a France 3 el maig de 2017.